# Maksim Kalinjičenko
Maksim Serhijović Kalinjičenko (ukrajinski: Максим Сергійович Калиниченко) (Harkiv, 26. siječnja 1979.) je ukrajinski umirovljeni nogometaš.
Na Mundijalu 2006. igra za svoju reprezentaciju u i drugoj utakomici protiv Saudijske Arabije postigao je pogodak za konačni rezultat 4-0 za Ukrajinu.